# Josef Bláha (letec)
Josef Bláha (12. prosince 1914 Šelešovice – od 15. ledna 1943 nezvěstný) byl pilot 313. československé stíhací peruti RAF.

## Život
Civilním zaměstnáním Josefa Bláhy byl automechanik. Před válkou sloužil v Československém letectvu. Z okupovaného Československa uprchl do Polska, kde se přihlásil do Polského letectva. Nalétal zde 20 operačních hodin. Dne 17. září 1939 byl stroj jeho posádky poškozen německými bombardéry a letoun musel nouzově přistát. Posádka prchala na východ, kde byla zajata Rudou armádou. Přes několik věznic a sběrných táborů se Josef Bláha dostal ke skupině pplk. Ludvíka Svobody v Jarmolincích. Dostal se do Velké Británie, kde sloužil v 313. peruti Britského královského letectva od 7. července 1942 do 15. ledna 1943, kdy se zřítil se svým letounem do moře poblíž Francie. Došlo ke srážce s poručíkem letectva Krátkorukým, když formace zatáčela směrem ke slunci při doprovodu bombardovacích letounů nad Cherbourg. Bláhův stroj přešel okamžitě do vývrtky a roztříštil se o vodní hladinu kanálu La Manche. Ostatky Josefa Bláhy nebyly nikdy nalezeny.

## Pocty a vyznamenání
Josef Bláha patřil ke čtyřem československým letcům, kterým byla během druhé světové války udělena britská Letecká medaile.

### Vyznamenání
- Letecká medaile (AFM, 20. srpna 1942)[12][13]

### Památníky
- Památník Obětem 2. světové války v Runnymede v hrabství Surrey v jihovýchodní Anglii.[14]
- Jeho jméno je připomenuto na pomníku letcům, kteří zahynuli ve vodách kolem Guernsey během 2. světové války. Pomník se nachází vedle letiště v Guernsey a byl slavnostně odhalen v září 2015. Dne 12. listopadu 2017 se za přispění místní pobočky Královské britské legie konal vzpomínkový ceremoniál na české piloty.[10]
- Jeho jméno je uvedeno i na rodinné hrobce na hřbitově ve Zdoukách a na pomníku obětem 1. a 2. světové války v Nětčicích.[15]